# Drop (chaise)
Pour les articles homonymes, voir Drop.
Drop ou Drop Chair est une chaise conçue par Arne Jacobsen. Elle est éditée en 1959 par Fritz Hansen uniquement pour équiper un hôtel, puis plus largement en 2014 pour le public.

## Historique

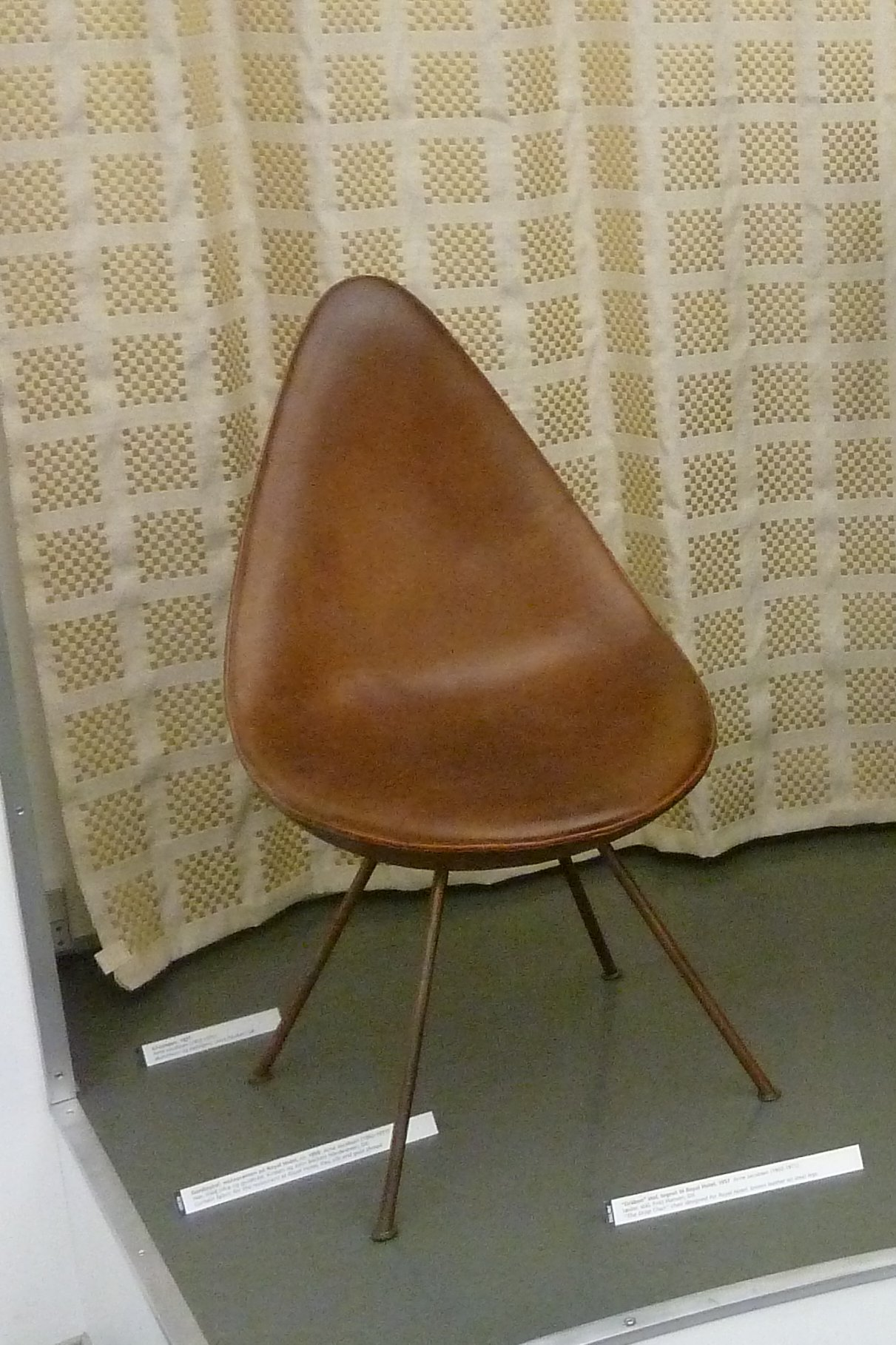
Chaise Drop au Designmuseum Danmark.

Drop est conçue en 1958, et lancée l'année suivante par Fritz Hansen. Elle est créée pour la conception générale du SAS Royal Hotel, entièrement dessiné par Arne Jacobsen. Pour cet hôtel, Arne Jacobsen a également conçu les classiques Egg et The Swan.
Drop est constituée d'une coque en polyuréthane recouverte d'une mousse de latex. Elle est alors existante en deux versions : chaise en plastique moulé recouverte de cuir brun rougeâtre avec pieds obliques en cuivre bruni, réalisée qu'à 40 exemplaires, pour le restaurant/bar de l'hôtel. L'autre version en tissu uni est destinée aux chambres, comme une sorte de chaise de coiffeuse. L'ensemble n'est probablement pas produit à plus de quelques centaines d'exemplaires. À cette époque, aucune des chaises n'a été en production destinée à la vente et aucun dessin n'est laissé par Arne Jacobsen.
Fritz Hansen reprend la production de Drop en 2014 à partir d'un modèle existant. Drop est désormais livré en deux versions. Une version en plastique injecté, avec des pieds en acier chromés ou de couleur assortie à la couleur de la coque, et une version rembourrée avec des pieds chromés. Le numéro de produit est 3110.